# Львівський дослідний нафтомаслозавод
Львівський дослідний нафтомаслозавод — українське нафтопереробне підприємство, що працювало у Львові упродовж 1896—2009 років.

## Історія
Історія заводу налічує понад сто років. Він заснований у 1896 році як невелика «Фабрика i рафінерія виробів з нафти», власниками якої були Барон, Валь та Лянсберґ. Фабрика виготовляла оливи кислотно-лужного очищення, бензин, дизельне паливо та свічки.
1920 року за фінансової підтримки польських Крайового та Промислового банків збудовано ще й «Акційне товариство нафтового промислу та земних газів у Львові». Завод займав площу близько 4,3 гектарів. На підприємстві було 11 кубів для ректифікації нафти (по 10 м³ кожний), 13 машин для виробництва свічок, котел для плавлення парафіну та електрогенератор для вироблення струму. У котельні змонтовано два парових котли. Після реконструкції заводу нафту розганяли у двох кубах по 50 т кожний. Отримували (у %): бензинових фракцій, гасу та дизельного палива — по 20, циліндричної оливи — 18, машинної оливи — 15. Бензинову фракцію переганяли у котлі об'ємом 26 м³. Освітлювальний гас та оливи проходили кислотно-лужне очищення. Відходи кислоти з гудроном у суміші з вугіллям використовували як енергетичне паливо.
1931 року на підприємстві встановлено установку системи «Фостер Віллер», яка працювала циклічно: 14 днів в атмосферному та 14 днів у вакуумному режимах; реконструйовано резервуарний парк. Наступного року на заводі розпочато виробництво емульсії, до складу якої входив бензин (80 %), вода (18,5 %) та емульгатор (1,5 %) — для потреб хімічної промисловості. 1934 року здійснено розлив олив у тару та встановлено фільтрпреси. Для покращення якості бензину, його змішували з етиловим спиртом та одержували, так званий, бензин-алінізин. Тоді ж споруджено установку депарафінізації олив. Після вересня 1939 року завод націоналізовано радянською владою.
За радянських часів, 1957—1992 роках — державне підприємство «Львівський дослідний нафтомаслозавод», що виготовляв широкий асортимент нафтопродуктів: дизельне паливо, мастильні оливи, додатки до них, мастила, бітуми тощо. Рішенням Державного комітету України по нафті i газу № 73 від 4 березня 1994 року шляхом перетворення державного підприємства «Львівський дослідний нафтомаслозавод», відповідно до Указу Президента України від 15 червня 1993 року за № 210/93 «Про корпоратизацію підприємств» створено відкрите акціонерне товариство «Львівський дослідний нафтомаслозавод».
У структурі створеного ВАТ «Львівський дослідний нафтомаслозавод» — атмосферно-вакуумна установка, установки гідротехнічних рідин, з виробництва моторних олив, пластичних мастил, додатків та спеціальних олив, охолоджувальних рідин «Ольвол». Основний напрям діяльності — переробка оливних нафт українських родовищ. Асортимент продукції торгівельної марки «Ольвіт» (понад 30 видів): оливи для всіх видів техніки; спеціальна робоча гідрорідина ФМІ-ІЖ — ексклюзивна гідроемульсія для забезпечення високопродуктивної роботи гірничошахтного обладнання; мастильно-охолоджувальні рідини («Авітол 2», ОСМ-1, ОСМ-3, МОР-У); пластичні мастила «Ольвіна» (аналог солідолу). У повоєнний період завод очолювали Н. Рудакова, В. Рожин, Б. Яців, Є. Дідун, Л. Максимонько, в останні роки на ньому працювало близько 200 осіб. У 1999 року підприємство повністю перейшло у колективну власність. Через несприятливу екологічну ситуацію низку виробництв закрили, а 2009 року — за ухвалою Господарського суду Львівської області ВАТ «Львівський дослідний нафтомаслозавод» визнано банкрутом та розпочато процес ліквідації підприємства. На «згадку» про підприємство львів'янам залишились небезпечні гудронні озера біля ЛКП «Збиранка».
Територію колишнього «Львівського дослідного нафтомаслозаводу» планують впорядкувати та збудувати там житлово-офісний комплекс, що буде складатися з 8-поверхової офісної будівлі, 3-поверхового наземного паркінгу, громадських будівель на 4—5 поверхів, житлових будинків на 8—9 поверхів, багатоповерхівки адміністративно-офісного призначення; школи-ліцею на 24 класи суміщену з ДНЗ для потреб мікрорайону та комплексу «Апартамент-готелю» на 2, 11 та 17 поверхів та добудовою за межами території на 14 поверхів. Упродовж квітня 2019 року тривало громадське обговорення щодо врахування громадських інтересів під час розроблення детального плану території обмеженої вулицями Богдана Хмельницького, Промисловою, Равською, Діаманда та Нафтовою, на підставі рішення виконавчого комітету Львівської міської ради від 22.08.2018 року № 931. 20 червня 2019 року на черговому засіданні виконавчого комітету Львівської міської ради затвердили детальний план забудови території обмеженої вулицями Богдана Хмельницького, Промисловою, Равською, Діаманда та Нафтовою. Від 2020 року триває забудова території колишнього заводу будівельною компанією «РІЕЛ».

## Продукція
- Бензин;
- Бітум;
- Гідрорідина;
- Гудрони;
- Дистилят;
- Рідини змащувально-охолоджуючі;
- Мазут;
- Мастила;
- Нафтобітум;
- Фракція гасова.